# Les Mains vengeresses
Pour plus de détails, voir Fiche technique et Distribution.
Les Mains vengeresses est un film muet français réalisé par Georges Monca, sorti en 1911.
Le film est une adaptation de la pièce Les yeux qui changent  de Victor Cyril et Maurice Froyez, créée au Théâtre des Arts, à Paris, le 10 avril 1910, avec Andrée Méry (Sonia Daniloff) et Henri Beaulieu (Ivan Daniloff) .

## Fiche technique
- Titre : Les Mains vengeresses
- Réalisation : Georges Monca
- Scénario : d'après la pièce Les yeux qui changent de Victor Cyril et Maurice Froyez
- Photographie :
- Montage :
- Société de production : Société cinématographique des auteurs et gens de lettres (S.C.A.G.L)
- Société de distribution : Pathé Frères
- Pays d'origine :  France
- Langue : film muet avec les intertitres en français
- Métrage : 405 mètres
- Format : Noir et blanc — 35 mm — 1,33:1 — Muet
- Genre :  Film dramatique
- Durée : 13 minutes 30
- Dates de sortie : 
  -  France : 1911

## Distribution
- Georges Grand : Ivan Daniloff / Michel le vagabond
- Jeanne Delvair : Sonia Daniloff
- et la petite Maria Fromet